# 祖台之
祖台之（?—?），字元辰，范阳郡遒县（今河北省涞水县北）人，数学家祖冲之的曾祖父。
东晋太元年间，祖台之官至侍中、光禄大夫。担任尚书左丞时，曾经被中书令王国宝酗酒羞辱，王国宝攘袂大叫，用盘盏乐器扔祖台之，祖台之害怕而不敢言，被御史中丞褚粲所弹劾。晋孝武帝以祖台之懦弱，不是监司之体，与王国宝一起免官。祖台之《志怪》一书，两卷，流传于世。

## 家庭

### 子女
- 祖昌，刘宋大匠卿[2]